# Aiken megye
Aiken megye az Amerikai Egyesült Államokban, azon belül Dél-Karolina államban található. Megyeszékhelye és legnagyobb városa Aiken. Lakosainak száma 168 808 fő (2020. április 1.). Aiken megye Saluda, Barnwell, Lexington, Orangeburg, Burke, Richmond és Edgefield megyékkel határos.

## Népesség
A megye népességének változása:
| Lakosok száma | 160 597 | 161 978 | 163 299 | 164 176 | 165 829 | 168 808 |
|               | 2010    | 2011    | 2012    | 2013    | 2015    | 2020    |